# Angus Stone

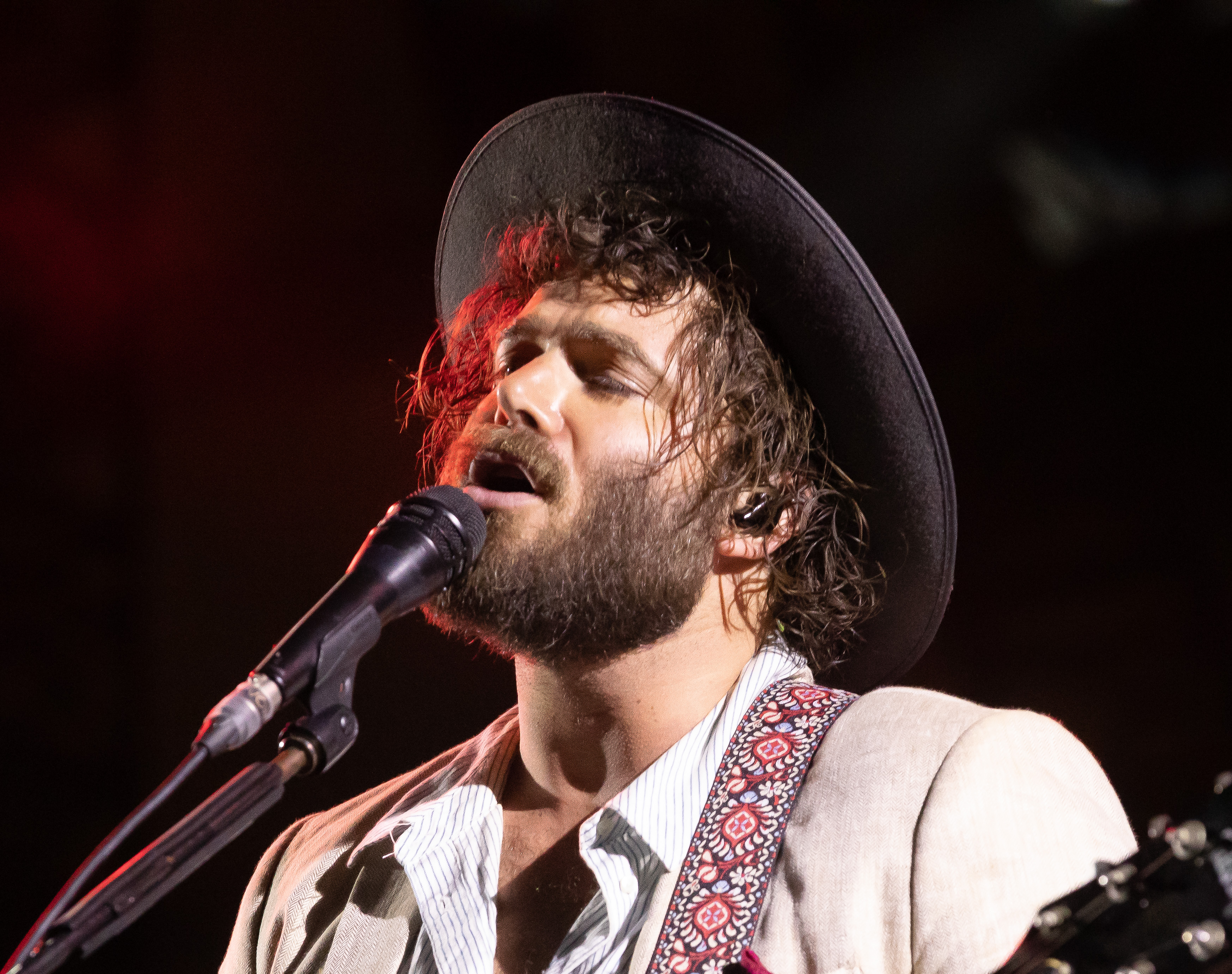
Angus Stone, 2018

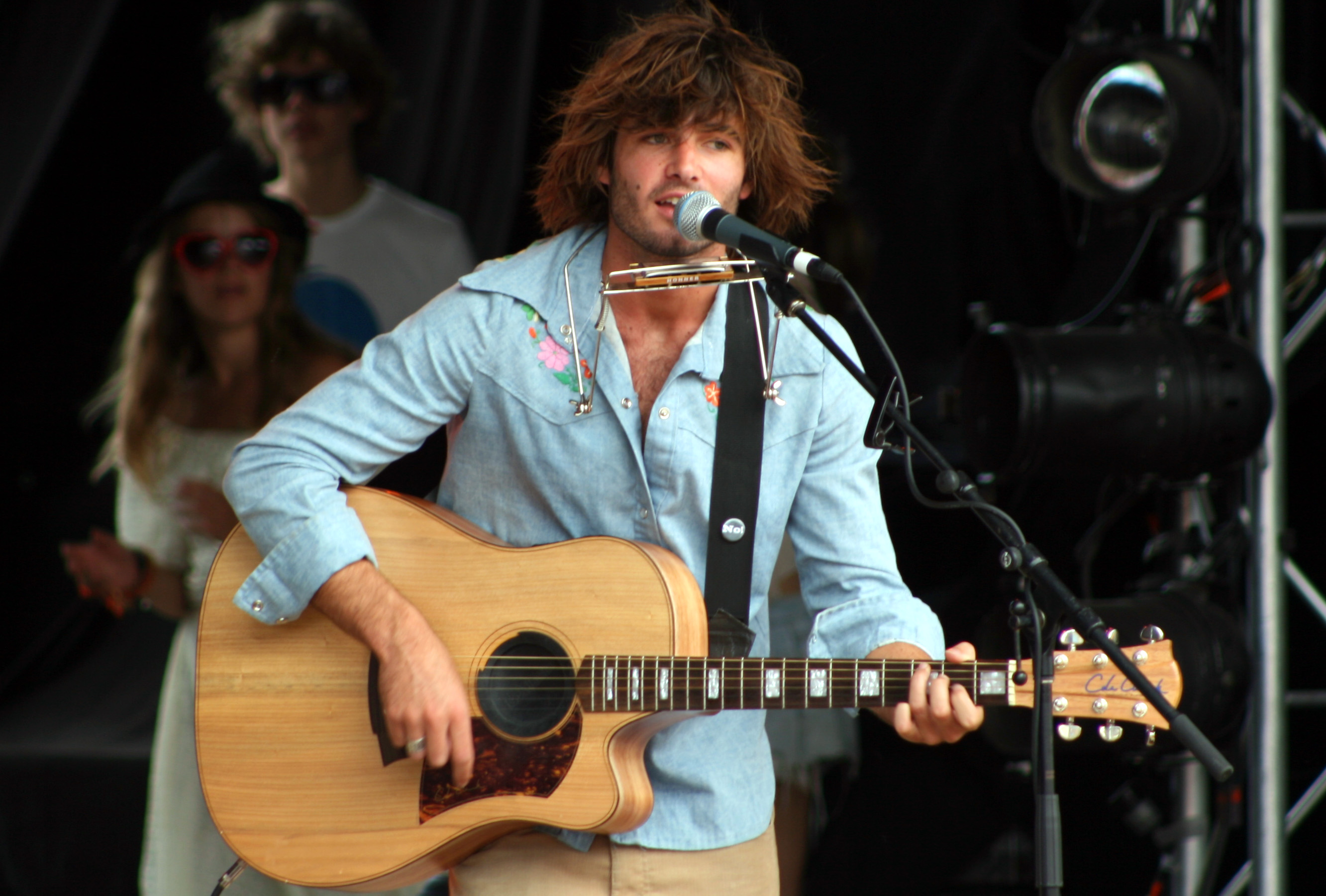
Angus Stone, 2007

Angus John Stone (* 27. April 1986 in Sydney) ist ein australischer Singer-Songwriter. Er und seine Schwester Julia Stone wurden als Duo Angus & Julia Stone bekannt.
2009 veröffentlichte Stone unter dem Pseudonym Lady of the Sunshine sein erstes Soloalbum. 2012 folgte das Album Broken Brights. Anschließend arbeitete Stone mit dem australischen Gitarristen Rohin Brown zusammen. Die Zusammenarbeit mündete 2016 in dem Album Honey Bones, das die beiden Musiker unter dem Bandnamen Dope Lemon veröffentlichten.

## Diskografie

### Studioalben
- 2009: Smoking Gun (als Lady of the Sunshine)
- 2012: Broken Brights
- 2016: Honey Bones (als Dope Lemon)
- 2017: Hounds Tooth (EP) (als Dope Lemon)
- 2019: Smooth Big Cat (als Dope Lemon)
- 2022: Rose Pink Cadillac (als Dope Lemon)
- 2025: Golden Wolf (als Dope Lemon)